# Som ett fladdrande ljus
Som ett fladdrande ljus är den svenske bluesmusikern Rolf Wikströms trettonde studioalbum som soloartist, utgivet på skivbolaget MNW 1990.

## Låtlista
Där inte annat anges är låtarna skrivna av Rolf Wikström.
A
1. "Lögner över landet" – 4:50
2. "Murar" – 4:30
3. "Himlen är blå" – 4:50
4. "Nog står jag ut med livet" – 4:20
5. "När du går" – 3:45

B
1. "Så långt från nån jag älskar" – 5:10
2. " Jag var där" – 4:30
3. "Ett pilträd" – 5:08
4. "Fast i en dröm" – 5:05
5. "Som ett fladdrande ljus" – 2:05

## Medverkande
- Mats Alsberg – bas (1, 6-7, 9)
- Lotten Andersson – sång (1-6, 8)
- Carina Carlsson – sång (2-3, 5-6)
- Peter Dahl – redigering, mastering
- Torbjörn Hedberg – synth, inspelning, mixning
- Claes von Heijne – flygel
- Peter LeMarc – sång (3, 7)
- Roger Palm – trummor (4, 9)
- Magnus Persson – trummor, slagverk
- Malte Sjöstrand – hammondorgel
- Tony Thorén – bas, producent, inspelning, mixning
- Rolf Wikström – sång, gitarr

## Listplaceringar
| Lista (1990) | Topplacering |
| ------------ | ------------ |
| Sverige      | 27           |

### Fotnoter
1. 1 2  ”Som ett fladdrande ljus”. Svensk mediedatabas. http://smdb.kb.se/catalog/search?q=Rolf+Wikstr%C3%B6m&x=0&y=0. Läst 8 januari 2013.
2. ↑  Placeringar på den svenska albumlistan